# Misenum
Misenum aan de baai van Napels was in de Romeinse keizertijd de thuishaven van de Classis Misenensis, de Romeinse westelijke vloot (de oostelijke vloot lag bij Ravenna).
Misenum lag op de plek van het huidige Miseno, aan de voet van een hoge kaap (Ital. Capo Miseno, Latijn Promunturium Misenum) die naar het zuiden in zee uitsteekt. Er was een baai die een geschikte natuurlijke haven vormde en al door de stad Cumae als haven was gebruikt. Het aan de baai gelegen dorp werd in de Romeinse tijd eerst een municipium en daarna al snel een colonia. Vanaf de tweede eeuw v.Chr. lieten rijke Romeinen hier villa's aanleggen.
Volgens de overlevering was Misenum genoemd naar Misenus, metgezel van Hector en hoornblazer van Aeneas, die hier verdronk en begraven werd na een wedstrijd op de trompet met Triton, zoals Vergilius verhaalt in zijn Aeneis (boek VI, 221-235).
In 39 v.Chr. sloot Octavianus hier een bestand met Sextus Pompeius (het Verdrag van Misenum). Dit was bedoeld om de graantoevoer van Rome veilig te stellen, maar het hield niet lang stand. Daarop gaf Octavianus zijn rechterhand Marcus Agrippa opdracht een vlootbasis aan te leggen. Eerst werd in 37 v.Chr. een haven, de Portus Julius, aangelegd tussen Baiae en Puteoli, iets verderop aan de Baai van Napels. Omdat deze echter last had van verzanding, werd een nieuwe grote vlootbasis aangelegd bij Misenum, waarheen de vloot in 12 v.Chr. werd overgebracht. De natuurlijke baai was uitgebreid en van kades voorzien en was verder beschermd door de aanleg van een pier.
Octavianus, de latere keizer Augustus, liet ook het aquaduct Aqua Augusta aanleggen langs de Baai van Napels, dat eindigt in een enorme waterkelder in Misenum van 70 x 35 m., die nu bekendstaat als de Piscina Mirabilis. De ligging van de haven domineerde de toegang tot de Baai van Napels met belangrijke havenplaatsen zoals Neapolis en Puteoli en bood een beschutte haven.
Later ontwikkelde Misenum zich, net als het vlakbijgelegen Baiae, verder tot een luxe badplaats voor de Romeinse elite. De schitterende ligging en het milde klimaat waren hiervoor de belangrijkste redenen.
In 79 vertrok Plinius de Oudere, die praefectus classis (vlootcommandant) was, met een enorm oorlogsschip (een 'quadrireem') vanuit Misenum om de slachtoffers van de uitbarsting van de Vesuvius hulp te bieden. Hij kwam hierbij om het leven, zoals zijn neef Plinius de Jongere in een van zijn Epistulae aan Tacitus schreef.